# Chamarande
Chamarande – miejscowość i gmina we Francji, w regionie Île-de-France, w departamencie Essonne.
Według danych na rok 1990 gminę zamieszkiwało 901 osób, a gęstość zaludnienia wynosiła 157 osób/km² (wśród 1287 gmin regionu Île-de-France Chamarande plasuje się na 655. miejscu pod względem liczby ludności, natomiast pod względem powierzchni na miejscu 626.).